# Горностаев, Иван Иванович
Иван Иванович Горностаев (1821—1874) — русский архитектор, рисовальщик и акварелист, историк искусств, академик Императорской Академии художеств.

## Биография
Родился в в Темниковском уезде Тамбовской губернии 11 (23) декабря 1821 года — внук крепостного мастерового, дослужившегося до главного управляющего Выксунскими металлургическими заводами, И. Р. Баташёва; сын Ивана Максимовича Горностаева (1790—1840), предположительно управляющего в имении Шепелева, к концу жизни — сотрудника «Отечественных записок»; племянник архитекторов Алексея и Василия Максимовичей Горностаевых.
С середины 1820-х годов жил в Петербурге. Окончил 3-ю петербургскую гимназию; затем посещал Академию художеств (1842—1846) в качестве вольноприходящего ученика — занимался в архитектурном классе под руководством А. П. Брюллова. Получив в ней две серебряные медали: в 1844 годы — малую, в 1845 году — большую; вышел из неё со званием неклассного художника и предпринял на свой счет путешествие: с 1846 по 1851 годы провёл несколько лет в Италии, преимущественно в Риме, потом посетил Грецию, Европейскую Турцию, Малую Азию, Палестину и Египет, а оттуда через Париж и Германию возвратился в Петербург. Шестилетнее странствование в странах, усеянных художественными памятниками разных времен и народов, обогатило его познаниями по части истории изящных искусств, которая сделалась с тех пор любимым предметом его занятий. В 1854 году получил звание академика за проект «Почтамт в столичном городе».
В 1856 году поступил на службу в Императорскую публичную библиотеку, в которой и оставался до 1864 года. Работал преимущественно под руководством мужа сестры В. И. Собольщикова в Отделении изящных искусств и технологии. В 1859 году временно ведал строительной частью библиотеки, за что получил благодарность от императора Александра II. Совместно с Собольщиковым он составил и реализовал проекты Готического зала «во вкусе средневековых монастырских рефекториев» («Кабинет Фауста», 1857—1858) и Нового читального зала в «римско-итальянском стиле» (1859—1862). За время службы в библиотеке И. И. Горностаев был награждён орденами Св. Анны 2-й степени и Св. Станислава 3-й степени. В 1860 году получил бриллиантовый перстень в награду за поднесённый императрице Марии Александровне альбом рисунков.
До 1861 года И. И. Горностаев был заведующим Музеем православного иконописания, основанном в 1856 году при Академии художеств.
В 1858—1859 годах проводил, месте с П. И. Савваитовым, в Новгородской и Псковской губерниях художественно-исторические разыскания, главным образом, для выяснения характера ганзейской эпохи древнерусского зодчества; в 1864 году с той же целью путешествовал, вместе с Д. М. Струковым, по западным губерниям России. Результатом этих путешествий было множество чертежей, рисунков и обмеров древних зданий и несколько статей, помещенных им в «Записках» Археологического общества. В 1860 году он получил в Академии художеств кафедру истории изящных искусств и вскоре составил и издал литографированные записки, за которые Академия наук присудила ему Демидовскую премию (1862). В 1860 году он участвовал в конкурсе по составлению памятника тысячелетию России и получил за свой проект вторую премию.
В 1867 году он занял должность архитектора при Санкт-Петербургском университете и оставался в ней до самой своей смерти.
В 1872 году на Московской политехнической выставке за «рисунки древних зданий» Горностаев был удостоен Большой золотой медали.
В начале 1874 года врачи предписали ему после перенесённого инсульта отправиться за границу. Уже получив увольнение и средства для поездки, И. И. Горностаев скоропостижно скончался в ночь на 30 ноября 1874 года. Был похоронен на Шуваловском кладбище; могила утрачена.

## Творческая и педагогическая деятельность
Кроме Зала инкунабулов (1857—1858) и читального зала Публичной библиотеки (1859—1862), по проектам И. И. Горностаева были сооружены: Здание Ботанической аудитории (1867), а после передачи университету из военного ведомства здания «для игры в мяч» (Университетская набережная, 7–9) — его реконструкция с устройством одного из самых больших в России Библиотечного зала и Физического кабинета (1872—1873).
Другие его работы: перестройка здания Министерства внутренних дел (1862), перестройка доходного дома (Канал Грибоедова, 115; 1868), решетка сада Ф. К. Сан-Галли (Лиговский проспект, 62; 1873); фонари на Мало-Конюшенном и Театральном мостах; надгробия М. И. Глинке на Тихвинском кладбище в Александро-Невской лавре (1859—1860, скульптор Н. А. Лаверецкий, перенесено с утратами) и А. М. Горностаеву в Троице-Сергиевой пустыни (после 1862); проект собора в честь местночтимой Иверской иконы Божией Матери, — в византийско-романско-русском стиле, составленный для Николо-Бабаевского монастыря (постройка: 1865—1877; отделка: до 1895); проект храма в честь Казанской иконы Божией Матери в Усть-Медведицком монастыре; проект памятника князю Дмитрию Пожарскому в Суздале (1865, не осуществлён).
Самую существенную его заслугу составляет преподавательская деятельность. С 1860 по 1874 годы он преподавал историю изящных искусств в Академии художеств в звании профессора. Его лекции были литографированы (Древнехристианское искусство. — СПб., 1864. Отд. I; Византийское искусство. — СПб., 1864. Отд. II; Латинский стиль. — СПб., 1864. Отд. III; История искусства средних веков: Романский стиль. — СПб., 1864; История искусства средних веков: Живопись и скульптура готической эпохи. — СПб., 1864; История искусства в Западной Азии. — СПб., 1866; История искусства в Малой Азии. — СПб., 1870; и др.).
Также И. И. Горностаев изучал историю костюма (История костюма в древнехристианской и византийской эпохи. — СПб., 1864), опубликовал географический очерк Греции (СПб., 1873). Он составил ряд курсов (Краткое изложение первых правил начертательной геометрии. — СПб., 1862; Главнейшие правила перспективы. — СПб., 1863; Теория теней. — СПб., 1863).
Кроме того, он принёс большую пользу устройством, в 1870 году, художественно-промышленных классов при Санкт-Петербургской рисовальной школе для вольноприходящих.